# 1968 na Alemanha
Esta é uma cronologia dos fatos acontecimentos de ano 1968 na Alemanha.

## Eventos
- 31 de janeiro: A Alemanha Ocidental restabelece as relações diplomáticas com a Iugoslávia.[1]
- 11 de abril: O presidente da Associação Socialista Alemã dos Estudantes (SDS), Rudi Dutschke, é gravemente ferido após sofrer uma tentativa de assassinato.[1]
- 26 de setembro: É fundado o Partido Comunista Alemão (DKP), o sucessor do Partido Comunista da Alemanha, banido em 1956.[1]